# Viva Las Gdzieśtam
Viva Las Gdzieśtam (ang. Viva Las Nowhere) – amerykańsko-kanadyjski film dramatyczny z 2001 roku w reżyserii Jasona Blooma.

## Opis fabuły
Gdzieś w stanie Kansas żyje właściciel motelu, marzący o założeniu klubu country. Żona Helen (Patricia Richardson) nie podziela jego zapału. Pewnego dnia w motelu zjawia się piękna piosenkarka, Julie Mitchell (Lacey Kohl). Ona, w przeciwieństwie do żony, proponuje mu pomoc w realizacji planów. Zachwycony Frank (Daniel Stern) nie wie jednak, że padł ofiarą sprytnej oszustki.

## Obsada
- Daniel Stern jako Frank Jacobs
- Lacey Kohl jako Julie Mitchell
- Patricia Richardson jako Helen/Wanda
- Taylor Pardell jako Shawna Babbit
- Carrie Schiffler jako Gracie
- Larry Reese jako Merle
- Sherry Stringfield jako Marquerite
- Andy Maton jako Ed Babbit

i inni